# Saint-Brice-Courcelles
Saint-Brice-Courcelles là một xã thuộc tỉnh Marne trong vùng Grand Est đông nam nước Pháp. Xã này nằm ở khu vực có độ cao trung bình 75 mét trên mực nước biển.